# FireHawk (videojuego)
FireHawk es un videojuego de acción desarrollado por Codemasters (concretamente los célebres Oliver Twins) y es comercializado por  Camerica en septiembre de 1991 para la Nintendo Entertainment System en Estados Unidos. A la versión en cartucho la sigue en formato  Aladdin Deck Enhancer. En Europa es comercializada por Codemasters en 1992, que retiran el logo de Camerica y el suyo (la compañía cambia ese año de logotipo), aunque el logo de Camerica sigue presente en una pantalla promocional de Dizzy. Es además versionado para el Atari ST y el Commodore Amiga.
En el juego, el jugador ha sido comisionado por el Presidente de los Estados Unidos para detener el tráfico de drogas en Estados Unidos. El jugador vuela en un helicóptero Apache a diferentes posiciones a lo largo del mundo, donde debe acabar con el tráfico de drogas y destruir las factorías de los traficantes.